# Idiocera hasta
Idiocera hasta är en tvåvingeart som beskrevs av Jaroslav Stary 1982. Idiocera hasta ingår i släktet Idiocera och familjen småharkrankar.
Artens utbredningsområde är Bulgarien. Inga underarter finns listade i Catalogue of Life.